# Estación 16 de Julio
Dieciséis de Julio es una estación ferroviaria, ubicada en el Partido de Azul, en la Provincia de Buenos Aires, Argentina.

## Servicios
Es una pequeña estación del ramal perteneciente al Ferrocarril General Roca, desde la Olavarría hasta la estación Tandil.
No presta servicios de pasajeros. 